# بازارچه خراسانی
بازارچه خراسانی یا بازار غلام‌علی سیاه  (به گویش محلی: بازار غولومَلی سیا) مربوط به دوره متاخر اسلامی اواخر دوره قاجار است و در یزد، خیابان سلمان فارسی، کوی قصابها، بازارچه خراسانی واقع شده و این اثر در تاریخ ۲۲ آبان ۱۳۸۶ با شمارهٔ ثبت ۱۹۹۱۰ به‌عنوان یکی از آثار ملی ایران به ثبت رسیده است.